# Dentro de ti
«Dentro de ti» es una canción de la cantante chilena Javiera Mena lanzada como primer sencillo de su cuarta producción musical el 3 de noviembre de 2017.

## Video musical
El video musical se estrenó el 10 de diciembre de 2017 y fue dirigido por Sepe.
El video muestra a Javiera bailando, y van desapareciendo puerta, libro, silla.